# Molossus currentium
Molossus currentium је сисар из реда слепих мишева и фамилије Molossidae. 

## Угроженост
Ова врста није угрожена, и наведена је као последња брига јер има широко распрострањење.

## Распрострањење
Врста има станиште у Аргентини, Бразилу, Венецуели, Еквадору, Колумбији, Костарици, Никарагви, Панами, Парагвају, Перуу, Сједињеним Америчким Државама и Хондурасу.

## Популациони тренд
Популациони тренд је за ову врсту непознат.

## Станиште
Врста Molossus currentium има станиште на копну.